# Types d'armes nucléaires
Les deux grands types d'armes nucléaires se distinguent par leur fonctionnement : Armes à fission ou « bombes A » ; Armes à fusion, bombes thermonucléaires ou « bombes H ».
Dans ces deux grandes familles, des armes plus spécialisées ont été conçues en fonction d'effets spéciaux recherchés : la plus connue est la bombe à neutrons.

## Principe de fonctionnement

### Explosion par fission ou «bombes A»

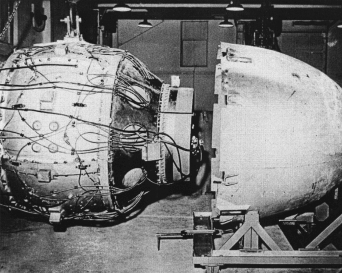
Les premières armes nucléaires, tel Fat Man, étaient très difficiles à transporter et leur mise à feu était complexe.

Une explosion nucléaire par fission pure est la première étape, à la fois historiquement, et dans la conception des bombes à étage.
Les bombes à fission (sans  étage) furent les premières à être développées et sont communément appelées « bombes atomiques ». Elles se fondent sur le principe de la fission nucléaire et utilisent des éléments fissiles comme l'uranium 235 et le plutonium 239.
Pour obtenir une explosion nucléaire, il est nécessaire de déclencher une réaction nucléaire en chaîne. Pour cela, il faut avoir une quantité suffisante de matière fissile, c'est la masse critique. La masse critique d'une sphère de matériau pur (non modéré) en l'absence de réflecteur est d'environ 50 kilogrammes pour l'uranium 235 et de 10 kilogrammes pour le plutonium 239 . Cependant, la masse critique nécessaire diminue quand le matériau est entouré de réflecteurs neutroniques, ou quand sa densité est fortement augmentée (par une explosion conventionnelle).
Pour contrôler le moment de l'explosion, la matière fissile est séparée en deux ou assemblée sous une forme de sphère creuse. Ainsi la masse critique ne peut pas être atteinte spontanément et il n'y a donc aucun risque de fission nucléaire intempestive. Le détonateur est un explosif conventionnel qui va rassembler et/ou comprimer la matière fissile, augmenter sa densité et déclencher la réaction en chaîne. Une fois cette masse critique rassemblée, la réaction en chaîne est déclenchée. Dans certains cas, la réaction en chaîne est également « dopée » par une source de neutrons extérieure à la matière fissile.
Alors, les noyaux de la matière fissile se scindent (fissionnent) et libèrent des neutrons. Ces derniers percutent d'autres noyaux de matière fissile, qui à leur tour libèrent des neutrons et ainsi de suite. La réaction en chaîne est déclenchée et le réactif produit une énergie colossale par rapport à ce que produiraient des réactions chimiques dans une même quantité de matière (plusieurs millions de fois plus).

### Armes à fusion, bombes thermonucléaires ou «bombes H»
Communément nommées « bombes à hydrogène » ou « bombes H », ces dernières se fondent sur le principe de la fusion nucléaire qui consiste à fusionner des isotopes dits fusibles. Les bombes H utilisent généralement des isotopes fusibles comme le deutérium et le tritium qui sont des isotopes de l'hydrogène. Le deutérium s'extrait de l'eau de mer, sous forme D2O plus communément appelé eau lourde. Le tritium est fabriqué à partir du lithium.
Pour réaliser une fusion thermonucléaire, il faut chauffer les éléments fusibles de manière à les porter à très hautes températures. Ces conditions sont obtenues par l'explosion d'une « amorce » constituée par une bombe à fission au plutonium.
Les bombes H classiques sont divisées en deux étages :
- le premier étage est constitué d'une bombe A (sphère creuse de plutonium)
- le deuxième étage est constitué des combustibles de fusion

La plus puissante explosion nucléaire de l'histoire fut le résultat du test de la Tsar Bomba soviétique de 57 Mt. La bombe à neutrons est une variante de bombe thermonucléaire.

## Selon le type d'effet recherché

### Engin à rayonnements renforcés ou «bombe à neutrons» ou «bombe N»
Il s'agit d'un engin à fusion qui par ses particularités « géométriques » renforce l'émission de neutrons au moment de l'explosion. Les effets de souffle et le rayonnement thermique sont limités (quoique équivalents à environ 1 000 tonnes de TNT). En revanche, les radiations et notamment l'émission de neutrons sont grandement amplifiées, tuant les organismes vivants à plusieurs centaines de mètres, même derrière un épais blindage. 
En raison de ses propriétés, la bombe à neutrons a été destinée à l'origine à arrêter une avancée de chars d'assauts ennemis dans les zones densément peuplées d'Europe, en tuant les hommes se trouvant à l'intérieur des blindés, tout en gardant un rayon de destruction assez raisonnable. Ses effets sur les équipements électroniques lui permettraient également d'être utilisée comme charge de missiles anti-missiles balistiques, les neutrons « cuisant » l'électronique et la charge nucléaire du missile ennemi. À cet effet, l'armée américaine l'a déployé pendant une courte période avant la signature du Traité ABM, au sein de ses missiles anti-missiles Sprint, en 1975.

### Bombe salée
La bombe salée est une bombe nucléaire produisant un radioisotope qui maximise les retombées radioactives.

### Bombe radiologique
La bombe radiologique est un type de bombe sale. Elle n'est pas une bombe nucléaire au sens propre du terme : aucune réaction de fission ou de fusion n'est déclenchée.
Elle se compose d'un explosif traditionnel pas nécessairement puissant, entouré de matière radioactive. Son but n'est donc pas de produire une puissance colossale comme une bombe atomique traditionnelle, mais de polluer et de contaminer la zone où elle a explosé.

### Mini-nuke
Les bombes nucléaires tactiques sont des bombes thermonucléaires miniaturisées destinées à la destruction des infrastructures très profondément enterrées (usines souterraines, poste de commandement...etc). La précision des vecteurs actuels dispensant de la nécessité d'une grande puissance pour atteindre ce but. Ce nouveau type d'engin, dont le développement est discuté aux États-Unis a priori dans l'optique d'un conflit avec un État proliférant, suscite la crainte de remettre en cause le principe de la dissuasion en banalisant l'usage de l'arme nucléaire.